# Дружное нефтяное месторождение
Дружное нефтяное месторождение — нефтяное месторождение, расположенное в Сургутском районе Ханты-Мансийского автономного округа Тюменской области, в 127 км к северо-востоку от Сургута. По размерам запасов месторождение относится к классу крупных, а по степени промышленной освоенности — к разрабатываемым. Лицензия на разработку месторождения была зарегистрирована в 1997 году на нефтяную компанию ООО «Лукойл-Западная Сибирь». Срок действия лицензии — до 2038 года.

## Освоение месторождения
Дружное месторождение было открыто в 1983 году скважиной № 91 «Главтюменьгеологии». В 1985 году оно было введено в эксплуатацию. В 1988 году было образовано производственное объединение «Когалымнефтегаз», которое по сей день занимается разработкой этого месторождения.
По состоянию на конец 2013 года доказанные запасы месторождения составляют 154 млн баррелей нефти. В 2013 году на месторождении было добыто 857 тыс. т нефти, накопленная добыча нефти достигла 53,2 млн т.
На месторождении Дружное работает нефтеперерабатывающий завод (НПЗ) мощностью по сырью 350 000 тонн в год. В 2014 году НПЗ перешёл на выпуск дизельного топлива «Евро», соответствующего требованиям класса 4 Технического регламента и автомобильных бензинов марок «Регуляр-92» и «Премиум Евро-95», соответствующих требованиям класса 4 Технического регламента.

## Геология
В тектоническом плане месторождение нефти Дружное расположено в восточной части Когалымской вершины (структуры 2-го порядка), осложняющей с севера Сургутский свод (структуру 1-го порядка). Территория изучена комплексом геолого-разведочных работ: от региональных до бурения поисково-разведочных и эксплуатационных скважин. В пределах Дружного месторождения выявлены 7 нефтяных залежей пластово-сводового, литологически экранированного типов. Коллектором является гранулированные песчаники с прослоями глин.
По отражающему горизонту «Б» поднятие оконтурено изогипсой — 2775 м и имеет площадь 180 км2. Палеозойский фундамент не вскрыт. Разрез месторождения выполнен мощной толщей более 2950 м мезозойско-кайнозойских терригенных отложений. Основной платформенный разрез сложен юрскими и меловыми отложениями. Палеоген представлен датским ярусом, палеоценом, эоценом и олигоценом. Толщина четвертичных отложений достигает 50 м. Подошва многолетнемёрзлых пород отмечается на глубине 300 м, кровля — на глубине 160 м.